# Marc Joannette
Marc Joannette, kanadski hokejski sodnik, * 3. november 1968, Verdun, Quebec, Kanada. 
Joannette je hokejski sodnik v ligi NHL, ki nosi uniformo s številko 25. Do konca sezone 2007/08 je sodil na 470 tekmah rednega dela sezone in 28 tekmah končnice. Prva tekma, na kateri je sodil, se je odvila 1. oktobra 1999. Joannette je bil izbran, da sodi na finalu Stanleyjevega pokala 2008. 